# Alberto Dati
Alberto Dati (Taranto, 1975) è un musicista, saggista e produttore discografico italiano, noto per alcuni suoi brani inseriti in colonne sonore di film di successo quali L'amore ritorna di Sergio Rubini, Ho voglia di te di Luis Prieto e Mio cognato di Sergio Rubini.

## Biografia
Ha collaborato dal 2001 al 2014 con l'etichetta discografica italiana Minus Habens Records con la quale ha pubblicato il primo album Italy by Dati a nome Dati. 
Nel 2002 il suo secondo album My Heart sempre la Minus Habens pubblicato con lo pseudonimo di Appetizer.
Nel 2004 il suo terzo album Tous les soirs pubblicato a nome Dati.
Nel 2005 con la collaborazione del turntablist Fonky-T forma il duo Elastic Society con il quale pubblica l'album God Bless Electronic Music con edizioni EMI Publishing Italia via iTunes e Beatport. Il duo viene chiamato per alcuni concerti in Italia.
Da un brano degli Elastic Society è stato tratto un videoclip presentato al concorso Visionaria Film Festival del 2005.
Alcuni suoi brani sono stati pubblicati in compilation italiane e straniere, in DVD di sport estremo. Ha remixato brani di artisti internazionali e ha collaborato alla produzione di artisti indipendenti (Fido Guido, Mama Marjas, Don Ciccio, Altro, Black Bit, Camillo Pace, Non Giovanni, Chiara Turco).
Parallelamente alla sua attività di produttore ha coltivato la sua passione per gli strumenti acustici e tradizionali con due gruppi: "Alberto & The Sensation Seekers", una country band di cinque elementi e gli "Old Timers", un trio acustico ispirato alla musica tradizionale americana.
Un suo brano Most High è stato incluso nell'album Spirit & Faith del cantante reggae londinese General Levy.
Studioso di filosofia contemporanea e storia moderna è anche saggista, le sue pubblicazioni interessano il teatro sperimentale inglese del Novecento e l'epopea napoleonica.
Nel 2012 pubblica il secondo album come Elastic Society, Be Strong in cui la title track viene cantata da General Levy ed in cui partecipano Dirtyboogie, Fonky T e per la prima volta Shylo MC e la cantante Miss Mykela.
Nel 2015 pubblica per Elastica Records un ep a suo nome, "Listen Now", con ospiti internazionali come Shylo Mc, Camillo Pace e Fonky-T.
Nel 2020 pubblica a suo nome le "Lo-Fi Sessions vol.1 e vol.2", una raccolta di suoi brani composti tra il 2002 e il 2003, su etichetta Putsch Records.
Nel 2022 ha realizzato la sonorizzazione del sito internet Tarantopenport.com, il sito ufficiale del Port Network Authority of the Ionian Sea - Porto di Taranto. Questa colonna sonora farà parte del panorama sonoro del Museo dell'Autorità Portuale.

## Discografia

### Come produttore
- 2025 - Fido Guido & Alberto Dati - Tornerai - singolo (Zuingo Communication) - recording, produzione artistica, mixing, mastering.
- 2025 - Fido Guido & Alberto Dati - Metti in Moto - singolo (Zuingo Communication) - recording, produzione artistica, mixing, mastering.
- 2025 - Wentò - Sparalavigna - album (Jatakausca edizioni) - recording, produzione artistica, mixing.
- 2025 - Wentò - Scapece (Jatakausca edizioni) - recording, produzione artistica, mixing.
- 2025 - Loser - Battlefield feat. Vincenzo Vitti (Putsch Records) - recording, produzione artistica, mixing, mastering.
- 2025 - Wentò - Sparalavigna - singolo (Jatakausca edizioni) - recording, produzione artistica, mixing.
- 2025 - Gheb - Effetto Mandela (Putsch Records) - recording, produzione artistica, mixing, mastering.
- 2024 - Chiara Turco - A Partire da Adesso (Scirocco Music/ADA Music Italy) - recording, produzione artistica, mixing, mastering.
- 2024 - Chiara Turco - Non è mai la Fine del Mondo (Scirocco Music/ADA Music Italy) - recording, produzione artistica, mixing.

- 2023 - Chiara Turco - Non Smetti di Bruciare (Putsch Records) - recording, produzione artistica, mixing.
- 2022 - I Suoni del Porto (Autorità Portuale del Mar Jonio) - recording, produzione artistica, mixing.
- 2022 - Marte - Come le Rughe (Putsch Records) - recording, produzione artistica, mixing.
- 2022 - Marte - Sgatto (Putsch Records) - recording, produzione artistica, mixing.
- 2022 - Pindar - Backgammon vol. 2 - il lungo addio (Putsch Records) - recording, produzione artistica, mixing
- 2022 - Pindar - Ballata Contro la Paura (Putsch Records) - recording, produzione artistica, mixing
- 2021 - Marte - Karmalove (Putsch Records) - recording, produzione artistica, mixing
- 2021 - Marte - Astronauta (Putsch Records) - recording, produzione artistica, mixing
- 2021 - Melga - Dolce Universitaria (Robin Hood Records) - recording, produzione artistica, mixing
- 2020 - Party Hard feat. Cristiano Cosa - Camminare (Love University Records) - mixing
- 2020 - Party Hard - Slow Wine (Love University Records) - mixing
- 2020 - Pindar - Bliss (Just Be) (LMI - Produzioni Musicali Prisma) - recording, produzione artistica, mixing
- 2020 - Camillo Pace - L'Ultimo (Stranamente Music) - recording, produzione artistica, mixing.
- 2019 - Party Hard feat. Havana La Noche - Squat! (Love University Records) - mixing
- 2019 - Melga - Dicono che Sono Pazzo (Self) - recording, produzione artistica, mixing
- 2019 - Party Hard feat. Azzurra - Mai Dire Sempre (Love University Records) - mixing
- 2019 - Nitrophoska - Vanagloria (Stranamente Music) - recording, mixing, produzione artistica
- 2019 - Seacircle - Beneath The Waves (Filibusta Records) - recording, mixing, produzione artistica
- 2019 - Camillo Pace - Tornando a Casa (Stranamente Music) - recording, mixing, produzione artistica
- 2018 - Camillo Pace - Birkenau - singolo - recording, mixing, additional production
- 2018 - Molla - 21 Orizzontale - singolo (INRI) - vocal rec, mixing
- 2018 - Turco - Via Roma - album (Putsch Records) - recording, produzione, mixing
- 2018 - Turco - Treni - singolo (Putsch Records) - recording, produzione, mixing
- 2018 - Fido Guido - Tarantology (Zuingo Communications) - mastering album
- 2018 - Dellerba - 40 Anni Suonati - singolo (Indaco Project) - co-produzione, mixing
- 2017 - Non Giovanni - Dan Brown (Irma Records) - produzione, mixing.
- 2016 - Camillo Pace - Credo Nei Racconti (Digressione Music) - produzione, composizione, mixing, mastering
- 2015 - Turco - First (Putsch Records) - produzione, mixing.
- 2015 - Wentò - Jatakaùska (Self) - recording, produzione, mixing, mastering.
- 2015 - Mama Marjas - Mama (Love University Records) - recording, produzione, mixing
- 2015 - Mama Marjas - Poco Poco (Love University Records) - produzione, mixing
- 2014 - Fido Guido - Cangiane Le Timbe (Zuingo Communications) - produzione, mixing, mastering
- 2014 - Fade - Infinite EP (Putsch Records) - mixing
- 2012 - Fido Guido, Alberto Dati - Screams from Iron City (One Love Records) - mixing, mastering
- 2012 - Mama Marjas & Miss Mykela - We Ladies Archiviato il 13 aprile 2017 in Internet Archive. (Love University Records) - produzione, mixing
- 2009 - Fido Guido - Sulla Strada (Zuingo Communications) - produzione, mixing, mastering
- 2006 - Fido Guido - Terra di Conquista (Zuingo Communications) - produzione, mixing, mastering

### Come Dati

#### Album
- 2001 - Italy by Dati (Minus Habens records/Disturbance Records)
- 2004 - Tous Les Soirs (Minus Habens records/Disturbance Records)

#### Singoli/EP
- 2004 - Rovena Song (Minus Habens/Disturbance Records)

#### Partecipazioni a compilation
- 2001 - I'm a Perfect Man (Replay Store/Minus Habens)
- 2002 - Venerdì (Luxury Lounge)
- 2002 - I'm a Perfect Man (Appetizer rmx) (Minus Habens)
- 2003 - Rovena Song (Pilot Jazou rmx) (Replay Store/Minus Habens records)
- 2004 - Rovena Song (Emmek)
- 2004 - Malinda's Prayer (Casaluna)
- 2007 - Traccia Let's Try sulla compilation Acid Jazz vol. 131[9]

### Come Appetizer

#### Album
- 2002 - My Heart (Minus Habens records/Disturbance Records)

#### Partecipazioni
- 2002 - No Love (Replay Store/Disturbance)
- 2003 - I Need a Geisha (Minus Habens records)
- 2004 - My Heart (Honey Moon rmx) (Casaluna)
- 2004 - Maybe I'll (EmmeK)
- 2005 - My Heart (EmmeK)

### Come Elastic Society

#### Album
- 2005 - God Bless Electronic Music (Minus Habens/Disturbance Records)
- 2012 - Be Strong (Minus Habens Records)

#### Singoli/EP
- 2006 - Straight at You[18] (Minus Habens/Disturbance Records)

#### Partecipazioni
- 2006 - The Storm is Coming feat. AB/NRML (DAK - Disturbance Records)
- 2008 - Most High feat. General Levy (Jetstar)

### Come Alberto Dati
Album
- 2021 - SALDOSUOLO UNO (Putsch Records)
- 2021 - The Lo-Fi Sessions vol. 2 (Putsch Records)
- 2020 - The Lo-Fi Sessions vol. 1 (Putsch Records)
- 2020 - Temporary Secretary (Putsch Records)

#### Singoli/EP
- 2025 -Tornerai (Zuingo Communication)
- 2025 - Metti in Moto (Zuingo Communication)
- 2021 - Skank (Putsch Records)
- 2015 - Listen Now (Elastica Records)

## Opere
- Rosencrantz e Guildenstern sono Morti (curatore e prefatore dell'edizione italiana) Sellerio Editore 1998, ISBN 883891298X
- La Filosofia della Scienza nel 900, (con Marino Centrone e Tommaso Ciccarone) Levante Editore, 2003, ISBN 88-7949-300-0.
- Ragione e Sovversione, (con Marino Centrone e Antonietta Paiano) Levante Editore, 2005 ISBN 88-7949-386-8
- Gli ultimi viaggi di Napoleone, Magenes Editore, 2010